# Bracon bellicosus
Bracon bellicosus är en stekelart som beskrevs av Papp 1971. Bracon bellicosus ingår i släktet Bracon och familjen bracksteklar. Inga underarter finns listade.